# Pivot (futsal)
Pivot – pozycja zawodnika w futsalu, który gra tyłem do bramki na połowie przeciwnika. Pivot może otrzymać piłkę bezpośrednio od bramkarza, bądź od obrońcy. Jego zadaniem jest odegranie piłki bądź oddanie strzału w pozycji 1 na 1. W zależności od taktyki pivot może grać bądź na środku pola (przed obrońcą przeciwnika), bądź grać na środku pola z wymiennością pozycji ze skrzydłowymi, bądź też być tzw. fałszywym pivotem, który gra wyłącznie na skrzydle.